# كلية ييل للحقوق
كلية ييل للحقوق (بالإنجليزية: Yale Law School)‏ هي إحدى كليات جامعة ييل. تأسست عام 1824 وهو أعلى رقم لمدرسة القانون في المرتبة في الولايات المتحدة.